# ودان (ليبيا)
ودّان هي واحة ومدينة في الصحراء الكبرى، في منطقة فزان الشمالية الشرقية بجنوب غرب ليبيا في شعبية الجفرة. ولم يذكر الجغرافيون والمؤرخون العرب وغيرهم لهذه المنطقة قط اسماً آخر إلا بلاد ودان.
وأهالي ودان من العرب. كما ينحدر معظم سكانها من نسل الشرفاء من سلالة النبي.
ودان هي أقدم مدينة[بحاجة لمصدر] في منطقة الجفرة وتقع على بعد 230 كم (140 ميل) جنوب سرت و 19 كم (12 ميل)، على مفترق طرق طريق سرت ودان وطريق فزان.
تكثر فيها الينابيع الطبيعية التي تروي بمياهها بساتين النخيل.